# Neustädter Marienkirche

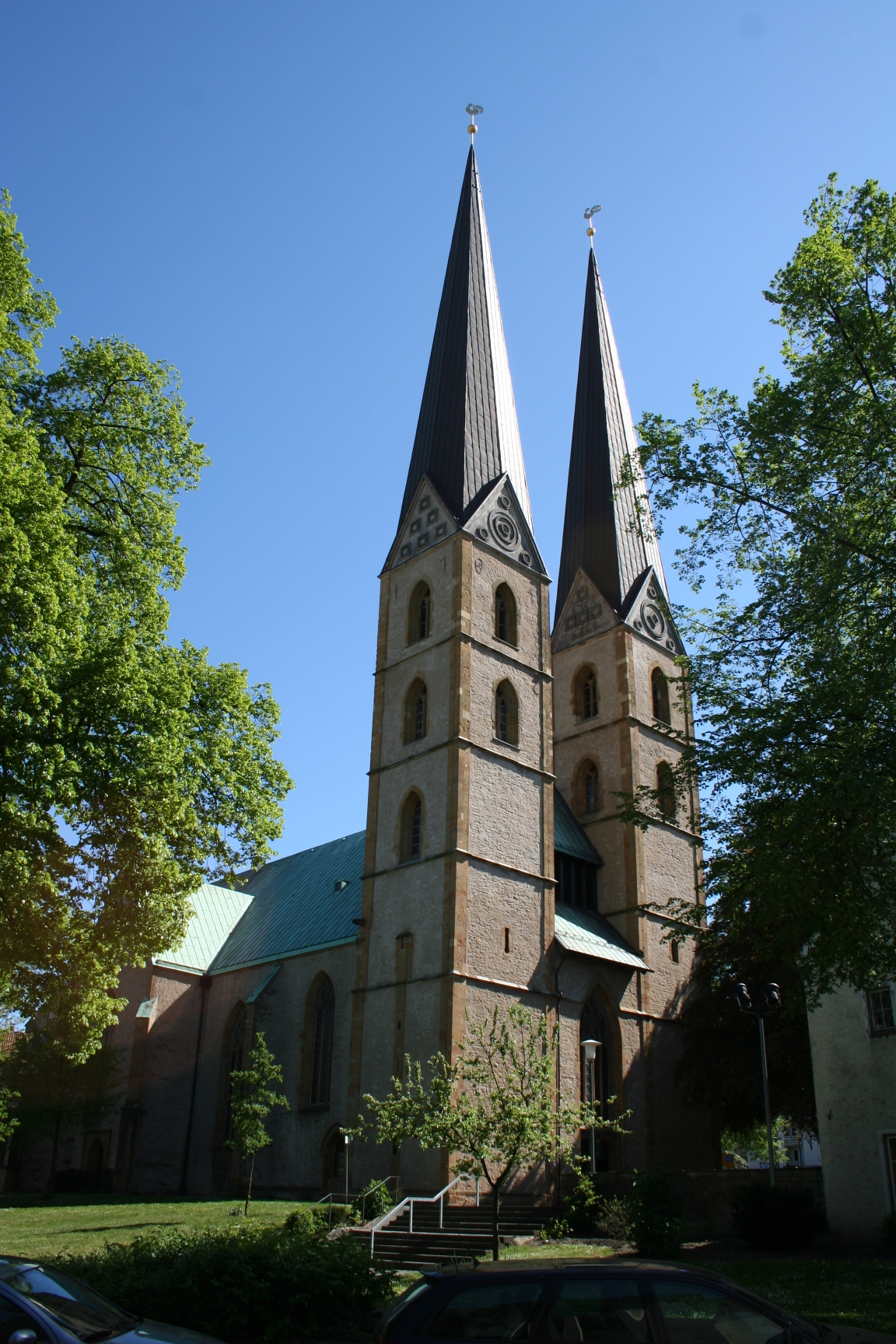
Westtürme der Neustädter Marienkirche

Die evangelisch-lutherische Neustädter Marienkirche ist die größte Kirche in Bielefeld. Die im Stil der Gotik ab 1293 errichtete Kirche ist ein prägendes Element des Bielefelder Stadtbildes und liegt im Stadtbezirk Mitte.

## Geschichte

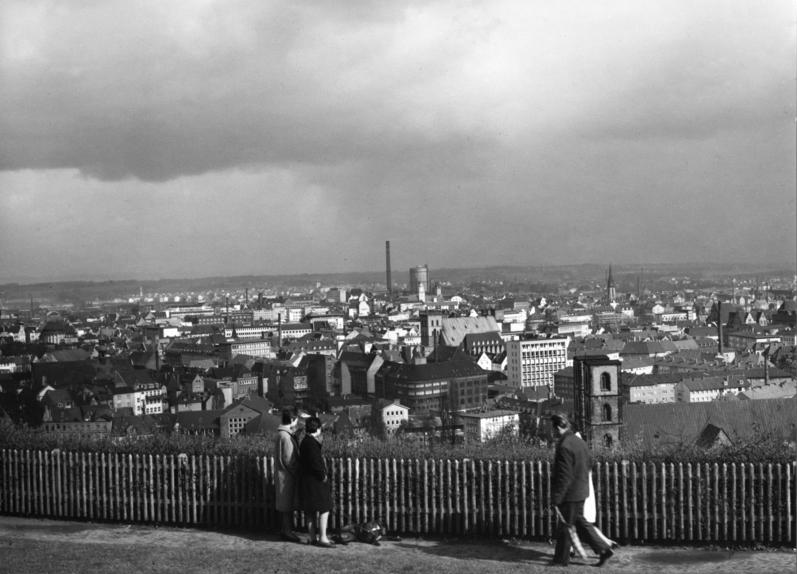
Blick von der Sparrenburg 1961: Turmstümpfe von Marien- (vorne rechts) und Nicolaikirche (Bildmitte)

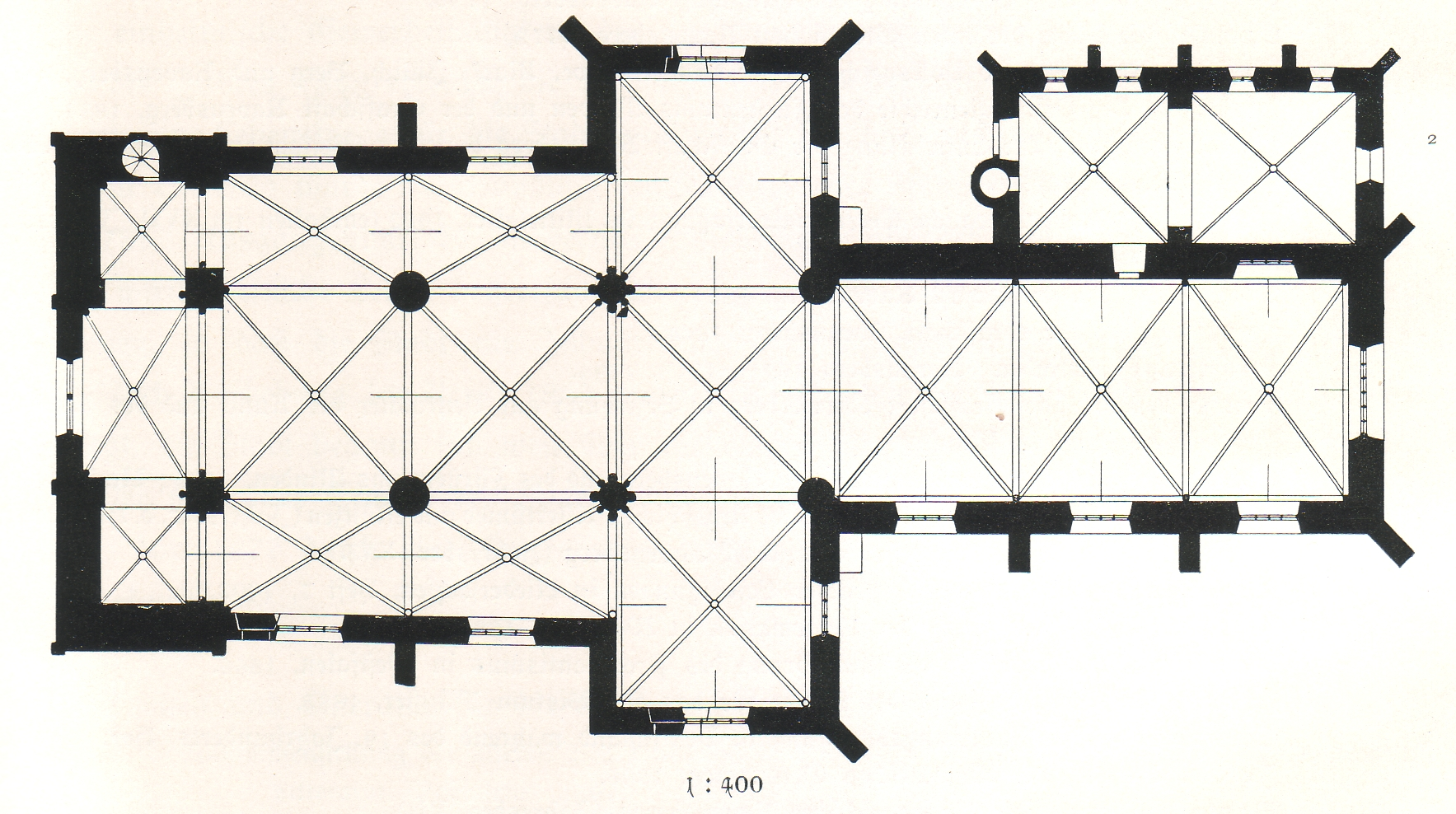
Grundriss der Marienkirche 1906

Erstmals erwähnt wird eine Kirche an der Stelle der heutigen Neustädter Marienkirche am Fuße des Sparrenbergs im Jahr 1292, als Graf Otto III. von Ravensberg dem Bischof von Paderborn seinen Plan vortrug, zusammen mit seiner Gemahlin Hedwig ein Stift für Kanoniker zu gründen. Der Gründungstag des Marienstifts war der 14. Juli 1293. Die wahrscheinlich seit 1270 vorhandene Pfarrkirche der „Neustadt“ wurde zur Stiftskirche ausgebaut. Im Zuge verschiedener Bauphasen erhielt die Kirche bis ungefähr 1512 ihre heutige Form. Der Westteil mit den beiden Fassadentürmen wurde 1494 fertiggestellt. Aufgrund der Stiftung durch den Grafen wird die Kirche – nicht oft – auch „Ravensberger Dom“ genannt.
Im Zuge der Reformation, die Bielefeld recht spät ab etwa 1542 erreichte, wurde die Kirche gleichzeitig von katholischer und evangelischer Seite in Anspruch genommen. Die meisten Kanoniker blieben katholisch, die Pfarrgemeinde wurde lutherisch. Der damalige Pfarrer der Neustädter Marienkirche, Hermann Hamelmann, gilt als Reformator Bielefelds. Eine Zeitlang hielten die Kanoniker im Chor der Kirche die Messe und das Stundengebet im römischen Ritus. Im Kirchenschiff, das durch einen Lettner vom Chor abgetrennt war, wurde der Gemeindegottesdienst auf lutherische Weise gefeiert, indem „evangelisch gepredigt“ und deutsch gesungen wurde.
Die Turmhelme wurden nach einem Sturmschaden 1703 in den folgenden Jahren durch neue Turmhauben in barocker Form ersetzt. 1810 wurde das Marienstift aufgelöst, die Kirche wird seither als Gemeindekirche der evangelischen Mariengemeinde genutzt, die bereits seit 1672 Besitzerin der Kirche war.

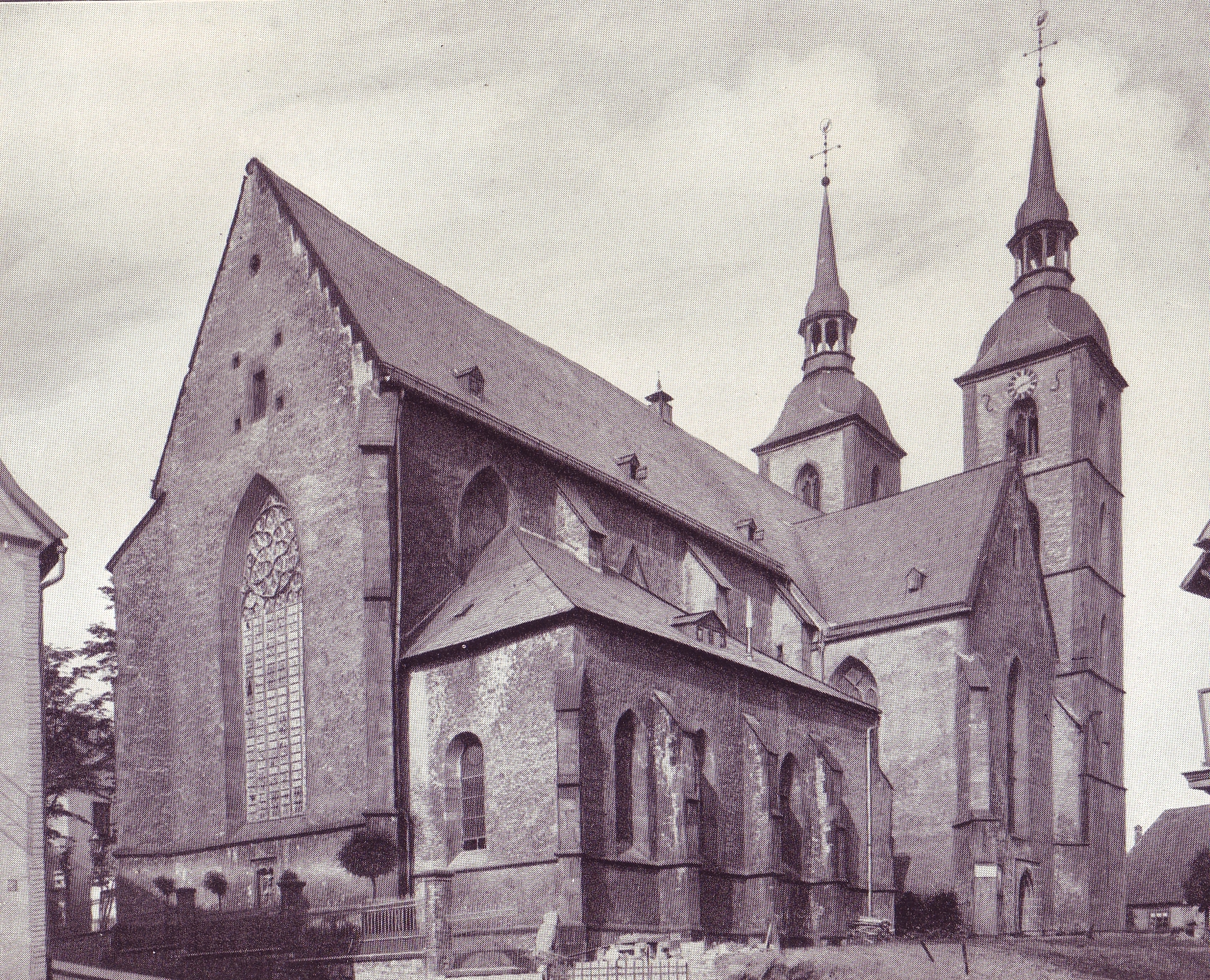
Neustädter Kirche von Nordosten 1904

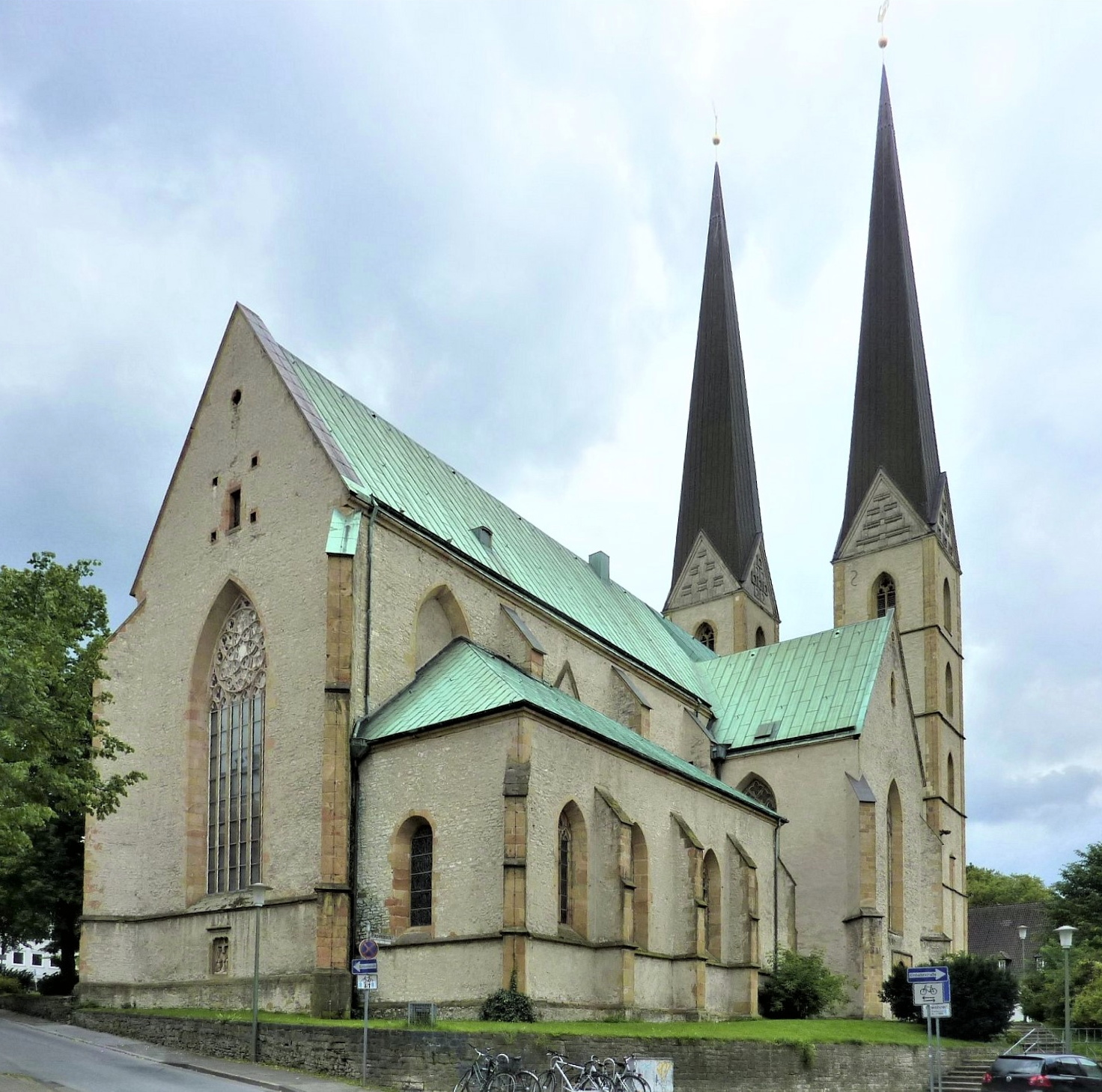
Neustädter Kirche von Nordosten mit Spitzhelmen

Von 1875 bis zum Zweiten Weltkrieg diente die Neustädter Marienkirche auch als Gottesdienstort für die alt-katholische Gemeinde Bielefeld, die nach dem Krieg mit der Gemeinde Münster fusionierte.
Bei dem großen Bombenangriff auf Bielefeld am 30. September 1944 wurden Dach und Turmspitzen zerstört, die Gewölbe blieben jedoch intakt. Das neue Dach des Kirchenschiffs entstand um 1947; die Turmspitzen wurden 1966 neu errichtet.

## Architektur und Ausstattung
Die 52 Meter lange Hallenkirche ist durch ihren dreijochigen, auffällig lang gestreckten Chor als ehemalige Stiftskirche zu erkennen. Nach den Details in Formen der Gotik insbesondere der Fenstermaßwerke kann er in das 14. Jahrhundert datiert werden. Etwa aus der gleichen Zeit dürfte auch das Querschiff stammen, während der Westteil des dreischiffigen Langhauses ebenso wie die Türme wohl erst nach 1450 realisiert wurden. Das Westportal zeigt Maßwerk in Formen des Flamboyant. Es wurde vermutlich 1512 vollendet. Bis etwa 1840 trennte ein für Stiftskirchen typischer Lettner den Chor vom Kirchenschiff. Nach der Aufhebung des Stifts im Zuge der Säkularisation wurde er abgerissen und die Kirche vollends zur Gemeindekirche umgestaltet.
Die beiden jeweils 78 Meter hohen Turmdächer wurden nach starken Kriegsschäden 1966 in Anlehnung an die Gotik wieder aufgebaut. Die jetzige Form entspricht nicht den ursprünglichen Helmen, die zweifellos etwas niedriger waren. Ihr Aussehen ist ungefähr überliefert.
Der wertvollste Schatz der Kirche ist der sogenannte Marienaltar, ein gemaltes Triptychon von 30 kleinen Szenen um ein großes Mittelbild. Der 1400 von einem heute unbekannten Meister vollendete Altaraufsatz wurde von einem an französischer Kunst der 1380er Jahre geschulten Maler geschaffen, dem Meister des Berswordt-Retabels. Zwei der Altarbilder (Die Geißelung und Die Kreuzigung) befinden sich im New Yorker Metropolitan Museum of Art.
Zur Ausstattung der Kirche gehören ferner gotische Grabdenkmäler der Grafen von Ravensberg und von Berg. Außerdem gibt es ein Epitaph für Otto von Oye und Dorothea von Loë von 1622 in Formen der Renaissance. Die barocke Kanzel wurde von 1681 bis 1683 vom Bielefelder Meister Bernd Christoph Hattenkerl gefertigt.

### Orgel
Bis 1964 stand in der Marienkirche die größte Orgel Bielefelds: Ein Instrument der Firma Emil Hammer Orgelbau (dort im Werkverzeichnis) aus dem Jahr 1937. Das Instrument hatte 74 Register auf vier Manualen und Pedal.
1970 erbaute die Orgelbaufirma Detlef Kleuker (Bielefeld-Brackwede) eine große Orgel. Das Schleifladen-Instrument hatte 47 Register auf drei Manualen und Pedal. Die Spieltrakturen waren mechanisch, die Registertrakturen elektrisch. Es wurde im September 2016 abgebaut und verkauft.

| I Hauptwerk C–3 |       |
| Pommer          | 16′   |
| Prinzipal       | 8′    |
| Rohrflöte       | 8′    |
| Oktav           | 4′    |
| Hohlflöte       | 4′    |
| Quinte          | 2 ⁄3′ |
| Oktave          | 2′    |
| Mixtur V        |       |
| Scharff IV      |       |
| Trompete        | 16′   |
| Trompete        | 8′    |

| II Brustwerk C–3 |       |
| Gedackt          | 8′    |
| Rohrflöte        | 4′    |
| Oktav            | 2′    |
| Blockflöte       | 2′    |
| Quinte           | 1 ⁄3′ |
| Sesquialtera II  | 2 ⁄3′ |
| Scharff IV       |       |
| Krummhorn        | 8′    |
| Tremulant        |       |

| III Schwellwerk C–3 |        |
| Koppelflöte         | 8′     |
| Quintade            | 8′     |
| Salizional          | 8′     |
| Prinzipal           | 4′     |
| Spitzflöte          | 4′     |
| Nasard              | 2 ⁄3'  |
| Schwegel            | 2′     |
| Terz                | 1 3⁄5′ |
| Oktave              | 1′     |
| Aliquot II          | 1⁄7′   |
| Mixtur V            |        |
| Zymbel III          |        |
| Fagott              | 16′    |
| Oboe                | 8′     |
| Schalmey            | 4′     |
| Tremulant           |        |

| Pedal C–1     |         |
| Prinzipal     | 16′     |
| Subbaß        | 16′     |
| Quinte        | 10 2⁄3' |
| Oktav         | 8′      |
| Gedackt       | 8′      |
| Choralbaß     | 4′      |
| Gemshorn      | 4′      |
| Nachthorn     | 2′      |
| Rauschwerk II |         |
| Mixtur V      |         |
| Posaune       | 16′     |
| Trompete      | 8′      |
| Clarine       | 4′      |

- Koppeln: II/I, III/I, III/II, I/P, II/P, III/P
- Spielhilfen: Setzeranlage

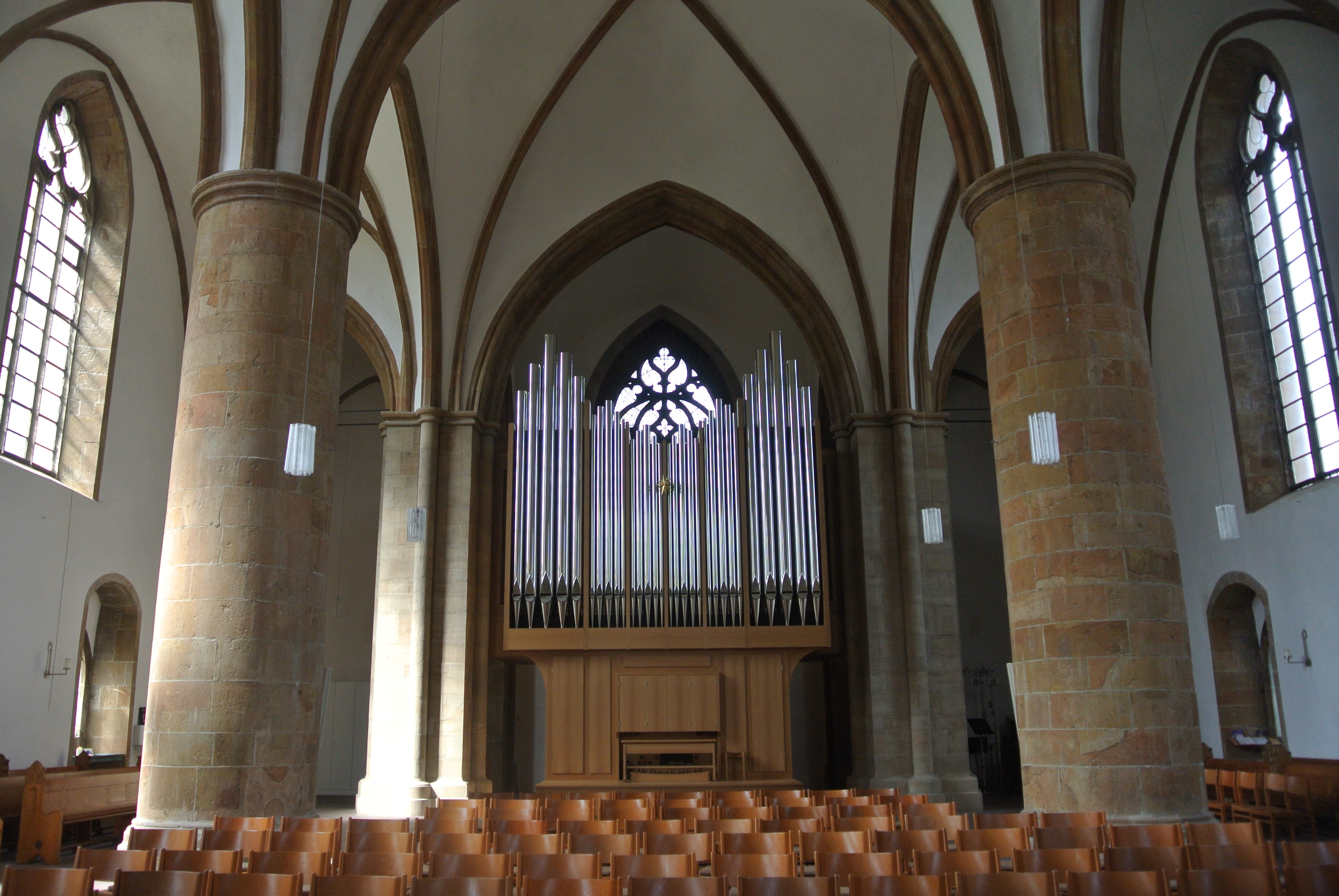
Blick auf die neue Orgel

Die heutige Orgel wurde von der Orgelbaufirma Eule aus Bautzen erbaut und am 9. Juli 2017 geweiht. Das Instrument hat 46 Register, darunter 2 Vorabzüge und 6 extendierte Register im Pedal. Die Spiel- und Registertrakturen sind mechanisch, die Registertraktur ist zusätzlich elektrisch.
| I Hauptwerk C–c4 |                |       |
| 01.              | Bordun         | 16′   |
| 02.              | Principal      | 08′   |
| 03.              | Flauto major   | 08′   |
| 04.              | Viola di Gamba | 08′   |
| 05.              | Rohrflöte      | 08′   |
| 06.              | Octave         | 04′   |
| 07.              | Spitzflöte     | 04′   |
| 08.              | Quinte         | 2 ⁄3′ |
| 09.              | Octave         | 02′   |
| 10.              | Mixtur IV      | 02′   |
| 11.              | Cornett II–IV  | 02′   |
| 12.              | Trompete       | 08′   |

| II Schwellwerk C–c4 |                        |        |
| 13.                 | Quintatön              | 16′    |
| 14.                 | Geigenprincipal        | 08′    |
| 15.                 | Salizional             | 08′    |
| 16.                 | Gedeckt                | 08′    |
| 17.                 | Principal              | 04′    |
| 18.                 | Nasard                 | 2 ⁄3′  |
| 19.                 | Flauto minor           | 02′    |
| 20.                 | Waldflöte              | 02′    |
| 21.                 | Terz                   | 1 3⁄5′ |
| 22.                 | Quinte (vorab Nr. 23)  | 1 ⁄3′  |
| 23.                 | Progressio harm. II–IV | 02′    |
| 24.                 | Cor anglais            | 16′    |
| 25.                 | Clarinette             | 08′    |
|                     | Tremulant              |        |

| III Schwellwerk C–c4 |                        |        |
| 26.                  | Lieblich Gedeckt       | 16′    |
| 27.                  | Viola d’amour          | 08′    |
| 28.                  | Flauto traverso        | 08′    |
| 29.                  | Doppelflöte            | 08′    |
| 30.                  | Unda maris (ab c0)     | 08′    |
| 31.                  | Fugara                 | 04′    |
| 32.                  | Zartflöte              | 04′    |
| 33.                  | Violine (vorab Nr. 34) | 02′    |
| 34.                  | Harmonia aetherea III  | 02 ⁄3′ |
| 35.                  | Oboe                   | 08′    |
|                      | Tremulant              |        |

| Pedal C–f1 |                           |     |
| 36.        | Untersatz (Ext. Nr. 39)   | 32′ |
| 37.        | Principalbass             | 16′ |
| 38.        | Violonbass                | 16′ |
| 39.        | Subbass                   | 16′ |
| 40.        | Octavbass (Ext. Nr. 37)   | 08′ |
| 41.        | Violoncello (Ext. Nr. 38) | 08′ |
| 42.        | Gedacktbass (Ext. Nr. 39) | 04′ |
| 43.        | Octave (Ext. Nr. 37)      | 04′ |
| 44.        | Posaune                   | 16′ |
| 45.        | Posaunenbass              | 08′ |
| 46.        | Clairon (Ext. Nr. 45)     | 04′ |

- Koppeln: II/I, II/II (Superoktavkoppel), III/I, III/II, I/P, II/P, III/P
- Spielhilfen: 10.000fache Setzeranlage, Walze progr.
- Sonstiges: 3 Schwelltritte, Stimmdrücker, Zimbelstern

### Glocken

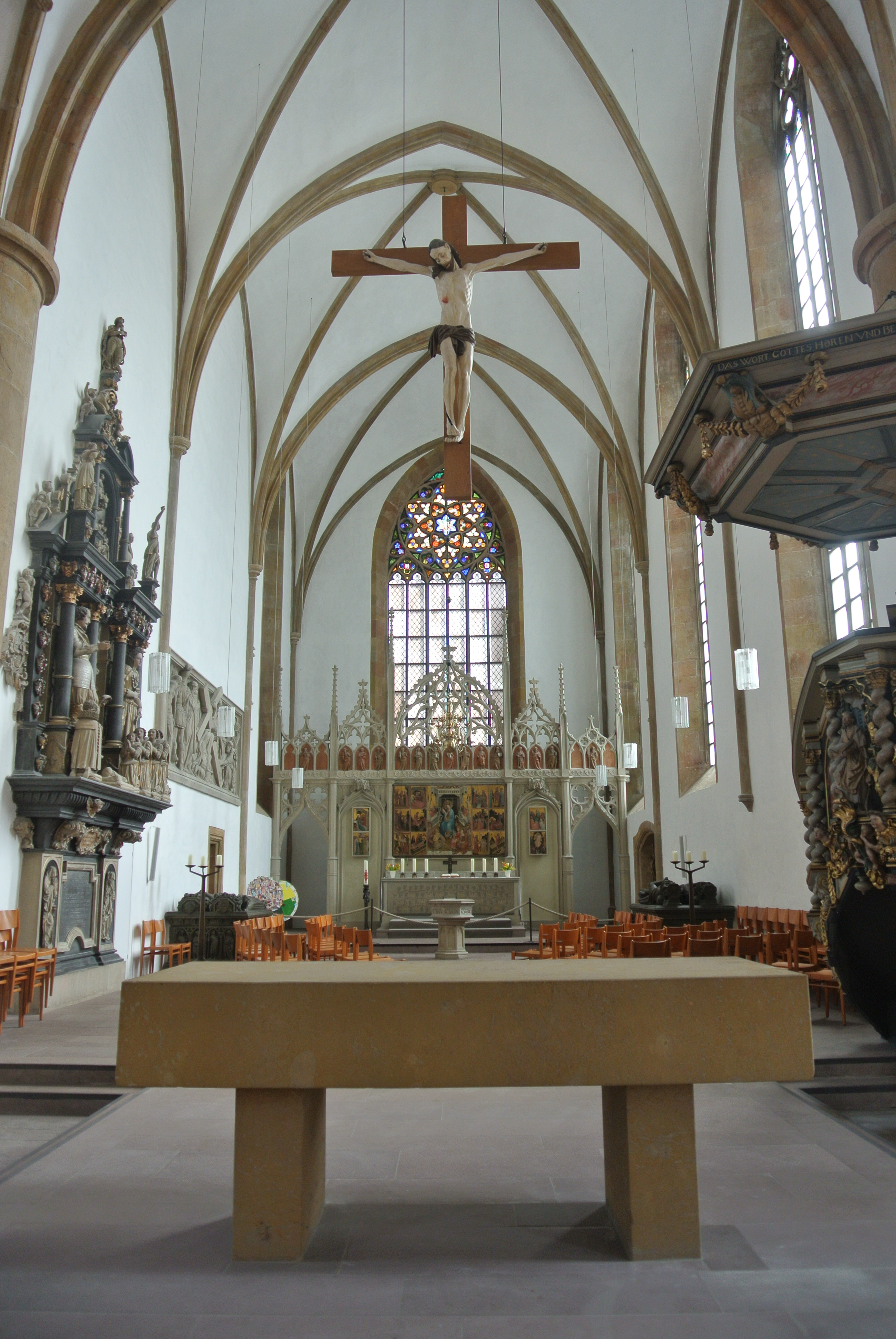
Der Altar

Das Geläut der Kirche besteht heute aus vier 1993 von der Eifeler Glockengießerei Mark in Brockscheid gegossenen Bronzeglocken:
| Glocke | Name              | Durchmesser | Masse   | Schlagton (HT-1⁄16) | Inschrift |
| ------ | ----------------- | ----------- | ------- | ------------------- | --- |
| 1      | Christusglocke    | 1704 mm     | 3242 kg | b0 +3               | Gelobt sie der Herr, der Gott Isaraels ! Denn er hat besucht und erlöst sein Volk. Lk 1, 68                           |
| 2      | Marienkirchglocke | 1505 mm     | 2172 kg | c1 +5               | Meine Seele erhebt den Herrn, und mein Geist freut sich Gottes, meines Heilandes. Lk 1, 46, 47                        |
| 3      | Gebetsglocke      | 1452 mm     | 1856 kg | des1 +1             | Gelobt sei Gott, der mein Gebet nicht verwirft, noch seine Güte von mir wendet. Ps. 66, 20                            |
| 4      | Sakramentsglocke  | 1305 mm     | 1404 kg | es1 +4              | Ist jemand in Christus, so ist er eine neue Kreatur, das Alte ist vergangen, siehe, Neues ist geworden. 2. Kor. 5, 17 |

Zeitweise wurden die sechs Bronzeglocken der 2007 aufgegebenen Paul-Gerhardt-Kirche in bzw. an der Nordseite der Kirche aufbewahrt. Sie waren 1962 von der Glockengießerei Petit & Gebr. Edelbrock in Gescher gegossen worden und tragen jeweils eine Inschrift, die einem der Lieder von Paul Gerhardt entnommen sind. Zum Schutz vor Einwirkungen sind die Glocken seit 2017 in Bielefeld eingelagert.
| Glocke | Durchmesser | Masse   | Schlagton (HT-1⁄16) |
| ------ | ----------- | ------- | ------------------- |
| 1      | 1240 mm     | 1222 kg | e1 −2               |
| 2      | 980 mm      | 628 kg  | a1 −2,5             |
| 3      | 855 mm      | 421 kg  | h1 −2,5             |
| 4      | 775 mm      | 310 kg  | cis2 −2             |
| 5      | 717 mm      | 260 kg  | d2 −1,5             |
| 6      | 640 mm      | 175 kg  | e2 −2               |